# قصة مدينتين (فلم 1958)
قصة مدينتين (بالإنجليزية: A Tale of Tow Cities) هو فيلم دراما بريطاني إنتاج عام 1958، من إخراج رالف توماس وبطولة ديرك بوغارد ودوروثي توتين. وهو فيلم تاريخي مقتبس من رواية «قصة مدينتين» لعام 1859 للكاتب الإنجليزي تشارلز ديكنز.

## روابط خارجية
- مقالات تستعمل روابط فنية بلا صلة مع ويكي بيانات